# 真理占星学
真理占星学（しんりせんせいがく）は、占い師の神煕玲が中国古来の算命学、万象学、 0学占いなどをもとに提唱する占いである。細木数子が独自に編み出したとされる六星占術の元祖とされ、六星占術と発想及び名称において多くの類似性を持つ占いである。